# لوكا زيدان
لوكا زين الدين زيدان (بالفرنسية: Luca Zinedine Zidane؛ مواليد 13 مايو 1998) هو لاعب كرة قدم فرنسي يلعب في مركز حراسة المرمى مع النادي الإسباني إيبار. وهو ابن لاعب كرة القدم الفرنسي السابق زين الدين زيدان وشقيق لاعب كرة القدم الفرنسي الحالي إنزو فرنانديز.

## النشأة
ولد لوكا في مرسيليا، وهو ابن لاعب كرة القدم الفرنسي الحائز على كأس العالم والمدير الفني السابق لنادي ريال مدريد زين الدين زيدان وزوجته فيرونيك فرنانديز. إنه الثاني من بين أربعة أشقاء، وجميعهم – إنزو، ثيو وإلياز– لاعبو كرة قدم نشأوا في أكاديمية شباب ريال مدريد. لوكا من أصل إسباني من جهة والدته، ومن أصل فرنسي جزائري من جهة والده.

## مسيرته الكروية
انضم لوكا إلى أكاديمية شباب ريال مدريد في سن السادسة عام 2004 ويلعب كحارس مرمى. شق طريقه في الأكاديمية وانضم في النهاية إلى ريال مدريد كاستيا، الفريق الاحتياطي لريال مدريد.
أصبح والد لوكا زين الدين زيدان المدير الفني لريال مدريد، وأصبح المدرب للوكا في وقت مبكر من حياته المهنية. شارك لوكا في أول مباراة رسمية له مع ريال مدريد في آخر للريال بالدوري في موسم 2017–18، حيث أنتهت المباراة بالتعادل 2–2 أمام فياريال في 19 مايو 2018. خلال دوري أبطال أوروبا 2017–18، كان الحارس الثالث للفريق، عندما فاز ريال مدريد بلقب دوري أبطال أوروبا للمرة الثالثة على التوالي والثالث عشر في تاريخه.
تمت إعارته إلى نادي راسينغ سانتاندير في 8 يوليو 2019 لموسم 2019–20.

## مسيرته الدولية
ولد لوكا في فرنسا، وهو أصول جزائرية وإسبانية، ولوكا هو شاب دولي لفرنسا. مثل منتخب فرنسا تحت 17 سنة في بطولة أوروبا تحت 17 سنة 2015 التي فازوا بها، وكأس العالم تحت 17 سنة 2015.

## الإحصائيات
آخر تحديث 31 مارس 2019.
| النادي            | الموسم   | الدوري | الدوري  | الكأس  | الكأس   | أوروبا | أوروبا  | المجموع | المجموع |
| النادي            | الموسم   | الظهور | الأهداف | الظهور | الأهداف | الظهور | الأهداف | الظهور  | الأهداف |
| ----------------- | -------- | ------ | ------- | ------ | ------- | ------ | ------- | ------- | ------- |
| ريال مدريد كاستيا | 2016–17  | 8      | 0       | —      | —       | —      | —       | 8       | 0       |
| ريال مدريد كاستيا | 2017–18  | 13     | 0       | —      | —       | —      | —       | 13      | 0       |
| ريال مدريد كاستيا | 2018–19  | 18     | 0       | —      | —       | —      | —       | 18      | 0       |
| ريال مدريد كاستيا | المجموع  | 39     | 0       | —      | —       | —      | —       | 39      | 0       |
| ريال مدريد        | 2017–18  | 1      | 0       | 0      | 0       | 0      | 0       | 1       | 0       |
| ريال مدريد        | 2018–19  | 1      | 0       | 0      | 0       | 0      | 0       | 1       | 0       |
| ريال مدريد        | المجموع  | 2      | 0       | 0      | 0       | 0      | 0       | 2       | 0       |
| الإجمالي          | الإجمالي | 41     | 0       | 0      | 0       | 0      | 0       | 41      | 0       |

## الإنجازات

### النادي
ريال مدريد
- دوري أبطال أوروبا (1): 2017–18
- كأس السوبر الأوروبي (1): 2017

### المنتخب
فرنسا
- بطولة أوروبا تحت 17 سنة (1): 2015

## وصلات خارجية
لا توجد روابط لمواقع التواصل الاجتماعي.

- لوكا زيدان على موقع الاتحاد الدولي (مؤرشف)  (الإنجليزية)
- لوكا زيدان على موقع الاتحاد الأوربي (الإنجليزية)
- لوكا زيدان على موقع إي إس بي إن إف سي (الإنجليزية)
- لوكا زيدان على موقع قاعدة بيانات كرة القدم.إي يو (الإنجليزية)
- لوكا زيدان على موقع بيانات كرة القدم. دي إي (الألمانية)
- لوكا زيدان على موقع ليكيب (الفرنسية)
- لوكا زيدان على موقع Soccerbase.com (لاعب) (الإنجليزية)
- لوكا زيدان على موقع Soccerway.com (الإنجليزية)
- لوكا زيدان على موقع عالم كرة القدم.نت (الإنجليزية)
- لوكا زيدان على موقع AS.com (الإسبانية)
- لوكا زيدان على Transfermarkt
- لوكا زيدان على موقع الاتحاد الفرنسي لكرة القدم – FFF